# 韓當
韓當（2世紀—226年），字義公 ，幽州遼西令支（今河北迁安）人。東漢末年孫堅麾下將領，與程普、黃蓋同為東吳孫家三代元勳之一；是江東十二虎臣之一。對江東基業的穩固和吳國的建立有著重要影響，封爵石城侯。

## 生平

### 從擊敵寇
韓當因為長於弓術、騎術並且膂力過人而被孫堅賞識，跟隨孙坚四處征戰，数次身犯危难，陷敌殺敵，任为别部司马。
初平二年（191年），孫堅戰死，韓當繼續追隨其長子孫策，攻討丹陽、吳郡、會稽三郡，升為先登校尉，增其二千兵，馬骑五十匹。後來征刘勳、破黄祖、讨鄱阳都有參與，後领乐安长，使山越畏怕並服從韓當。

### 傾吳解憂
建安十三年（208年），赤壁之戰，任為中郎将，並跟隨周瑜等大敗曹操，在此戰中還救出落入水中的黃蓋。
建安十四年（209年），孫權命韩当救援天柱山的陈兰，卻被张辽受命的臧霸兩次擊敗（在逢龙和夹石分兵迎战），以致救援失敗。
建安二十四（219年），跟隨吕蒙逆流西上成功偷袭，正在攻打襄樊一帶的關羽，升為偏将军，领永昌太守。
黃武元年（222年），又跟隨陆逊、朱然等在彝陵之戰打敗劉備，升為威烈将军，封都亭侯。後曹魏大將曹真進攻南郡，韓当負責保守东南。
黃武二年（223年），封為石城侯，升昭武将军，领冠军太守，後又加號為都督。領敢死及解煩兵萬人，討丹楊賊，破之，不久於黃武年間（223年-226年）病逝。

## 特徵
韓当臂力不凡，擅長弓射、騎馬。而且勤苦有功，常與各將領分享功績，直到孫堅逝世，都任别部司马。在外为帅，時常激勵将士，同心同力，又敬重上級，奉遵法令，孫权大感欣賞。

## 子
- 韓綜，韓当死後繼承其官爵與部眾。黃武五年（226年）孫權征石陽時命其擔任武昌太守[4]，不過行為不檢，後來在黃武六年（227年）因作賊心虛而轉投曹魏，數犯大吳疆土，令孫權對這叛徒恨之入骨[5]。最後代表曹魏在東興之戰兵敗被斬。

## 評價
- 《三國志》評曰：「凡此諸將，皆江表之虎臣，孫氏之所厚待也。以潘璋之不脩，權能忘過記功，其保據東南，宜哉！陳表將家支庶，而與冑子名人比翼齊衡，拔萃出類，不亦美乎！ 」
- 《吳書》：當勤苦有功，以軍旅陪隸，分于英豪，故爵位不加。終於堅世，為別部司馬。
- 陆机：“甘宁、凌统、程普、贺齐、朱桓、朱然之徒奋其威，韩当、潘璋、黄盖、蒋钦、周泰之属宣其力。”

## 艺术形象

### 三國演義
生平跟正史差不多，不過《演義》增加曾斬黃祖手下大將張虎及投降曹操的袁紹舊將焦觸等虛構事情。此人多與周泰配合上陣，曾参与赤壁之戰，自己拿着長槍和使用大刀盾牌的周泰，還有擅使弓的蔣欽在三江口進行水戰，并在江岸上與周泰打敗文聘。跟隨周瑜到南郡，與曹洪大戰三十回合，曹洪敗走。在濡須口之戰韓當和周泰聯手大戰許褚不分勝負。夷陵之戰，陸遜為大都督指揮吳軍，韓當和周泰皆不服陸遜麾下。

### 漫畫遊戲
- 真三國無雙系列/無雙OROCHI系列（光榮公司開發，田中秀幸配音）
- 《蒼天航路》（王欣太）
- 《火鳳燎原》（陳某）

### 影視形象
- 1983年香港邵氏电影《神通术与小霸王》：由周坚平飾演韓当
- 1994年电视剧《三国演义》：由朱军飾演韓当
- 2004年中国中央电视台电视剧《武圣关公》：由赵建文飾演韓当
- 2010年电视剧《三国》：刘军饰演韓当

## 延伸阅读
[在维基数据编辑]
 《三國志·卷55》，出自陳壽《三國志》